# Santa Eulália (Vizela)
Santa Eulália é uma vila portuguesa sede da freguesia homónima do município de Vizela, freguesia com 5,64 km² de 
área e 5389 habitantes (censo de 2021), tendo, assim, uma densidade populacional de 955,5 hab./km².
Foi a única freguesia destacada do município de Lousada para o de Vizela, aquando da criação deste último em 1998.
No passado foi conhecida como Santa Eulália de Barrosas. Foi elevada a sede de concelho em 1836, o qual foi extinto em 1852; restaurado pouco depois, foi definitivamente extinto em 31 de Dezembro de 1855 e integrado no de Lousada. O concelho de Barrosas era constituído pelas freguesias de Idães, Lordelo, Rande, Regilde, Vizela (São Jorge), Sernande, Unhão, Lustosa, Barrosas (Santo Estêvão), Barrosas (Santa Eulália) e Vizela (Santo Adrião). O município tinha, em 1801, 6 272 habitantes.
Em 2001, a Freguesia de Santa Eulália assumiu a designação atual. E, em 2011, a povoação de Santa Eulália foi elevada ao estatuto de vila.

## Demografia
Nota: Fez parte do município de Lousada até ao censo de 2001.
A população registada nos censos foi:
| Distribuição da População por Grupos Etários | Distribuição da População por Grupos Etários | Distribuição da População por Grupos Etários | Distribuição da População por Grupos Etários | Distribuição da População por Grupos Etários |
| -------------------------------------------- | -------------------------------------------- | -------------------------------------------- | -------------------------------------------- | -------------------------------------------- |
| Ano                                          | 0-14 Anos                                    | 15-24 Anos                                   | 25-64 Anos                                   | > 65 Anos                                    |
| 2001                                         | 1261                                         | 822                                          | 2780                                         | 337                                          |
| 2011                                         | 1017                                         | 783                                          | 3308                                         | 511                                          |
| 2021                                         | 693                                          | 685                                          | 3227                                         | 784                                          |

## História
A ocupação humana no território de Santa Eulália remonta possivelmente a épocas pré-romanas, e a comprová-lo encontra-se não só a toponímia, mas também alguns vestígios arqueológicos, como é o caso da Necrópole da Senra.
A primeira referência, que se conhece, às terras de Santa Eulália, data do século X. Foi referida na obra de João Gomes de Oliveira Guimarães, Abade de Tagilde, intitulada “Vimaranis Monumenta Histórica”.
É possível portanto dizer-se que, no século X, a atual freguesia já existia, tendo sido mencionada numa carta de doação. Trata-se da “Carta de Hereditate de Sancta Eolalia”, um documento que se encontra no livro de registos da Colegiada de Guimarães, com o título “Livro de D. Mummadona” e que é datado de 28 de Agosto de 949.
O Conde Hermenegildo Gonçalves, filho e herdeiro do Conde Gonçalo Betote e da Condessa D. Teresa, surge possuidor de grande parte da área de Santa Eulália (o topónimo Barrosas surgiria mais tarde) e, em 950, na divisão da herança do referido conde, entre a sua viúva, D. Mummadona e seus filhos, ficou à viúva a parte de “Sancta Eolalia in ripa Avizelle”. Por sua vez, D. Mummadona doou estes bens, em 959, ao seu Mosteiro de Guimarães. Em 993, o Conde Gonçalo Mendes, filho dos Condes Hermenegildo e Mummadona, faz doação dos bens “incomuniatos” que tinha em Barrosas (crê-se que não era apenas Santa Eulália, mas também Santo Estêvão), ao mosteiro que seus pais haviam construído.
Há também a salientar uma nova referência a este território no inventário de todas as terras e igrejas de Guimarães mandado fazer pelo imperador D. Fernando de Leão e Castela, em 1059.
Nas Inquirições de 1258, na paróquia “ecclesie Sancte Ovaye de Barrosis” é referido que na “colação” existiam 58 casais divididos por mosteiros e fidalgos e que o rei D. Sancho I criou o couto; já nas Inquirições de 1288 é mencionado que na freguesia de Santa Eulália de Barrosas “há hi um couto per padrões que há de linhagem de D. Martim Fernândez de Riba Avizella, e dizem as testemunhas que ouvirom que o coutou el-rei D. Afonso (…) a D. D. Martim Fernândez; e per razom deste couto levam os senhores dele serviços de homees da Costa (do Mosteiro da Costa) (…)”. Já as Inquirições de 1288, referem esta freguesia como “Santa Ovaya”.
De facto, durante o século XIII, a freguesia de Santa Eulália teve a ver com momentos de alta relevância da História de Portugal, a guerra civil que opôs os reis irmãos D. Sancho II e D. Afonso III. Em Barrosas (Santa Eulália), mais precisamente no lugar da Torre, ter-se-ia recolhido D. Sancho II, conforme sugere o texto transcrito da Enciclopédia Portuguesa e Brasileira.
«TORRE»: lugar da freguesia de Barrosas (Santa Eulália), Concelho de Lousada. O assento desta povoação corresponde ao do Paço do Couto dos Fidalgos, tão notável já nesta paróquia no séc. XIII; e, assim, deve-se crer que se trata de Torre Senhorial, na origem.  O couto a que pertencia este paço e lugar era chamado então «Couto de Água Levada», da paróquia «Ecclesie Sancte Ovaye de Barrosis», segundo se vê nas Inquirições de D. Afonso III; e o próprio paço torreado tem a grande importância e curiosidade de nele ter sido criado D. Sancho II. Este facto por outro lado, é confirmativo da existência do paço apropriado a tal criação e pode subministrar uma indicação dos principais senhores do couto e sua Terra, desde que se saiba quem criou o infeliz Rei. Ao couto da torre da Água Levada em Barrosas de Riba Vizela referem-se as sobreditas inquirições muitas vezes, na respectiva «Inquisito Ecclesie Sancte Ovaye» mencionada. Por exemplo, ao dizerem que na paróquia tem o Mosteiro de Vilarinho para cima de doze casais, ficando no couto dentro de balizas, dez; que o Mosteiro da Costa possuía quinze casais, ficando treze dentro de balizas (pois o couto, de feito, fora demarcado por padrões); que o filho de Algo Vicente Rodrigues era proprietário de onze, sendo quatro no couto; e assim mais casais, como dois no Mosteiro de Fiães um dos filhos do Fidalgo D. João Martins «A vana» (que era descendente directo de Egas Moniz “de Riba-Douro” e da estirpe dos “da Maia”, por seu pai, rico-homem d. Martim Peres) e vários de outros Fidalgos notáveis como D. Mem Soares. O couto fora criado por D. Sancho I e, como nele se criou o neto, sendo o avô vivo, o qual neto foi o futuro D. Sancho II, é crível que aquele Rei o fizesse em atenção a D. Estefânia Soares, ama daquele príncipe. Que ela o foi, é facto documento por um diploma de 1213 (v. Soares, D. Estefânia), e que D. Sancho II se criou aqui, dizem-no as Inquirições de Barrosas. Os nomes daqueles fidalgos possuidores de bens ou casais no couto desta presumida Torre de Água Levada, ou hoje no lugar da Torre, são todos encontrados na linhagem dos “de Riba Vizela” onde fica Barrosas e a que pertence o rico-homem , D. Martins Fernandes “Riba Vizela”.

## Elevação a vila
Em 19 de Abril de 2001 foi aprovado na Assembleia da República a proposta para exclusão de “Barrosas” do nome da freguesia, passando de “Barrosas (Santa Eulália)” para “Santa Eulália”.
Mais recentemente, no dia 6 de abril de 2011, foi aprovada em plenário da Assembleia da República a elevação da povoação de Santa Eulália à categoria de Vila e posteriormente publicada no D.R. nº 119, 1ª série, Lei nº 40/2011 de 22 de Junho.

## Património
- Casa de Sá, portão armoriado, capela de Santa Ana, dependências anexas, terreiro e jardim.

## Desporto
- CCD Santa Eulália, principal (e talvez único clube da freguesia) que joga atualmente no Campeonato Nacional de Seniores, também apostam nas camadas jovens, sendo que todas elas tem vindo a ser bem representadas em todas as competições que participam. Venceu recentemente a "Taça Amizade" num derby concelhio entre o CCD e o FC Vizela.